# Bjarne Buur
Bjarne Buur (født 7. januar 1940 i København) er en dansk skuespiller.
Buur er uddannet fra Statens Teaterskole i 1977 og debuterede allerede året i spillefilmen Honningmåne. Han har i de senere år været tilknyttet Østre Gasværk Teater og Taastrup Teater.

## Filmografi
- Honningmåne (1978)
- Pigen fra havet (1980)
- Jydekompagniet 3 (1989)
- Mimi og madammerne (1998)
- Her i nærheden (2000)

### Tv-serier
- Gøngehøvdingen (1992)
- TAXA (1997-1999)